# Adriaan Koonings
Adriaan Koonings (Rotterdam, 23 dicembre 1895 – Rotterdam, 18 aprile 1963) è stato un allenatore di calcio e calciatore olandese, attaccante della nazionale olandese.

## Carriera

### Giocatore

#### Club
Adriaan Koonings ha giocato tutta la carriera nel Feyenoord, dove è rimasto per quindici stagioni. Durante la sua permanenza nella squadra di Rotterdam ha collezionato in totale 183 presenze e 100 reti, ha inoltre vinto due campionati e una KNVB beker.
Ha concluso la carriera da giocatore nel 1930.

#### Nazionale
Koonings ha giocato una sola partita con la nazionale olandese, il 21 aprile 1924 ad Amsterdam contro la Germania.

### Allenatore
Dopo il ritiro, è tornato per quattro anni al Feyenoord nelle vesti di allenatore.

## Statistiche

### Cronologia presenze e reti in nazionale
| Cronologia completa delle presenze e delle reti in nazionale ― Paesi Bassi | Cronologia completa delle presenze e delle reti in nazionale ― Paesi Bassi | Cronologia completa delle presenze e delle reti in nazionale ― Paesi Bassi | Cronologia completa delle presenze e delle reti in nazionale ― Paesi Bassi | Cronologia completa delle presenze e delle reti in nazionale ― Paesi Bassi | Cronologia completa delle presenze e delle reti in nazionale ― Paesi Bassi | Cronologia completa delle presenze e delle reti in nazionale ― Paesi Bassi | Cronologia completa delle presenze e delle reti in nazionale ― Paesi Bassi |
| Data                                                                       | Città                                                                      | In casa                                                                    | Risultato                                                                  | Ospiti                                                                     | Competizione                                                               | Reti                                                                       | Note                                                                       |
| -------------------------------------------------------------------------- | -------------------------------------------------------------------------- | -------------------------------------------------------------------------- | -------------------------------------------------------------------------- | -------------------------------------------------------------------------- | -------------------------------------------------------------------------- | -------------------------------------------------------------------------- | -------------------------------------------------------------------------- |
| 21-4-1924                                                                  | Amsterdam                                                                  | Paesi Bassi                                                                | 0 – 1                                                                      | Germania                                                                   | Amichevole                                                                 | -                                                                          |                                                                            |
| Totale                                                                     |                                                                            | Presenze                                                                   | 1                                                                          |                                                                            | Reti                                                                       | 0                                                                          |                                                                            |

## Palmarès

### Giocatore
- Campionati olandesi: 2

Feyenoord: 1923-1924, 1927-1928
- KNVB beker: 1

Feyenoord: 1929-1930